# Eucosma
Eucosma är ett släkte av fjärilar som beskrevs av Jacob Hübner 1823. Eucosma ingår i familjen vecklare.

## Bildgalleri

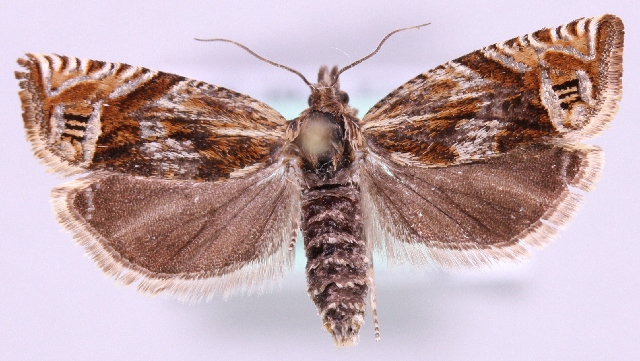
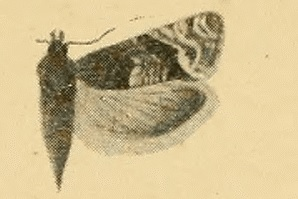
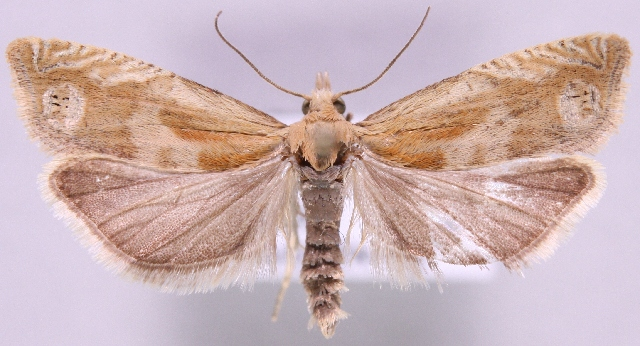
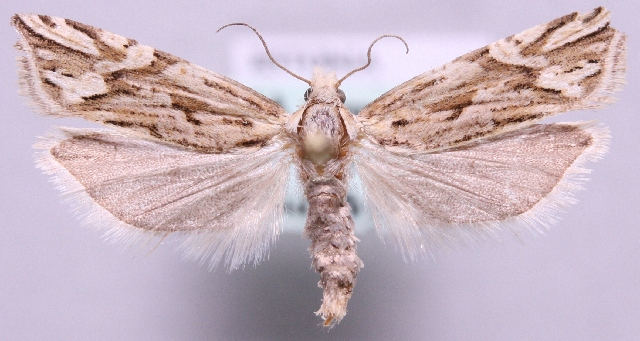
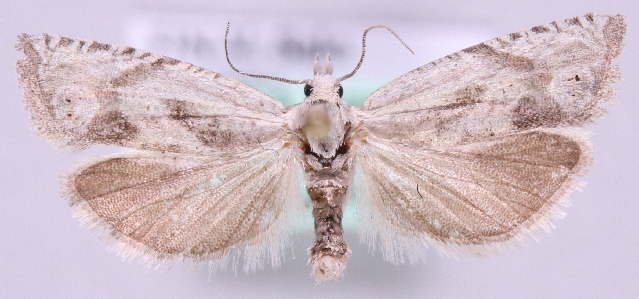
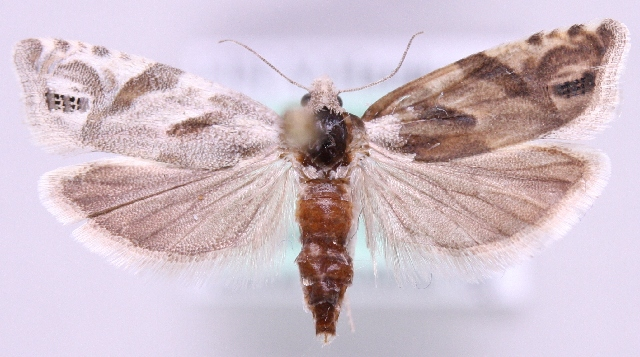

## Dottertaxa tillEucosma, i alfabetisk ordning[1][2]
- Eucosma abacana
- Eucosma abathrodes
- Eucosma abbreviatana
- Eucosma abruptana
- Eucosma absconditaria
- Eucosma abstemia
- Eucosma accipitrina
- Eucosma acrosema
- Eucosma actuosa
- Eucosma adamantana
- Eucosma adustana
- Eucosma aeana
- Eucosma aellaea
- Eucosma aemulana
- Eucosma aeriana
- Eucosma afflicta
- Eucosma aganodes
- Eucosma agassizii
- Eucosma agnatana
- Eucosma agricolana
- Eucosma agriochlora
- Eucosma albana
- Eucosma albarracina
- Eucosma albicosta
- Eucosma albicostella
- Eucosma albidula
- Eucosma albidulana
- Eucosma albiguttana
- Eucosma albosectana
- Eucosma albuneana
- Eucosma alphabetica
- Eucosma amanda
- Eucosma amara
- Eucosma amellana
- Eucosma ammopastea
- Eucosma amulana
- Eucosma angustifascia
- Eucosma anisodelta
- Eucosma anisospila
- Eucosma annana
- Eucosma annulata
- Eucosma anserana
- Eucosma antaxia
- Eucosma antichroma
- Eucosma antidora
- Eucosma antirrhoa
- Eucosma aphrias
- Eucosma apicinota
- Eucosma apocrypha
- Eucosma aporema
- Eucosma argentialbana
- Eucosma argentifera
- Eucosma argentifurcatana
- Eucosma argillacea
- Eucosma argyraula
- Eucosma argyrocyma
- Eucosma aspersa
- Eucosma aspidana
- Eucosma aspidiscana
- Eucosma aspista
- Eucosma astragalana
- Eucosma atelosticta
- Eucosma atomosana
- Eucosma atricapilla
- Eucosma atripunctis
- Eucosma aulacota
- Eucosma aurantiradix
- Eucosma aurita
- Eucosma austera
- Eucosma austerana
- Eucosma australis
- Eucosma austrina
- Eucosma autochthones
- Eucosma avalona
- Eucosma bactrana
- Eucosma bactromorpha
- Eucosma bactropa
- Eucosma balatonana
- Eucosma barbara
- Eucosma barnesiana
- Eucosma bavarica
- Eucosma benignata
- Eucosma beryllina
- Eucosma betana
- Eucosma bidenticulana
- Eucosma bilineana
- Eucosma biplagata
- Eucosma bipunctella
- Eucosma biquadrana
- Eucosma bisecta
- Eucosma bobana
- Eucosma bolanderana
- Eucosma boxcana
- Eucosma brachysticta
- Eucosma bracteana
- Eucosma brightonana
- Eucosma brigittana
- Eucosma britana
- Eucosma caementana
- Eucosma caflisciana
- Eucosma calculosa
- Eucosma caliacrana
- Eucosma calliarma
- Eucosma calligrapha
- Eucosma campoliliana
- Eucosma cana
- Eucosma canana
- Eucosma canariana
- Eucosma candidulana
- Eucosma caniceps
- Eucosma capitulata
- Eucosma capnoleuca
- Eucosma caradjai
- Eucosma carcharitis
- Eucosma carduana
- Eucosma carolinana
- Eucosma caryocrossa
- Eucosma castiliana
- Eucosma cataclystiana
- Eucosma cataglypta
- Eucosma catamochla
- Eucosma cathareutis
- Eucosma catoptrana
- Eucosma cecidogena
- Eucosma centraspis
- Eucosma ceramitis
- Eucosma ceratodes
- Eucosma cerdalea
- Eucosma ceriodes
- Eucosma certana
- Eucosma cetratana
- Eucosma charmera
- Eucosma chersaea
- Eucosma chionophricta
- Eucosma chlorobathra
- Eucosma chloroleuca
- Eucosma chloromima
- Eucosma chlorosticha
- Eucosma chloroterma
- Eucosma chloroticana
- Eucosma chrysyphis
- Eucosma circulana
- Eucosma cittopa
- Eucosma clarescens
- Eucosma clarifica
- Eucosma clavana
- Eucosma claypoleana
- Eucosma clepsidoma
- Eucosma climacosema
- Eucosma cnephasiana
- Eucosma coagulana
- Eucosma cocana
- Eucosma collicolana
- Eucosma comatulana
- Eucosma confluana
- Eucosma conformana
- Eucosma confunda
- Eucosma coniogramma
- Eucosma consobrinana
- Eucosma consociana
- Eucosma conspiciendana
- Eucosma conterminana
- Eucosma contrariana
- Eucosma cordulana
- Eucosma corticana
- Eucosma costastrigulana
- Eucosma couleruana
- Eucosma crambitana
- Eucosma cremastropis
- Eucosma cremnitis
- Eucosma cretaceana
- Eucosma crymalana
- Eucosma culmana
- Eucosma cyphospila
- Eucosma dalmatana
- Eucosma danicana
- Eucosma dapsilis
- Eucosma dasycera
- Eucosma decipiens
- Eucosma defensa
- Eucosma definitana
- Eucosma deflexana
- Eucosma deltoplac
- Eucosma deltozyga
- Eucosma demarniana
- Eucosma denverana
- Eucosma derelicta
- Eucosma deruptana
- Eucosma descipiens
- Eucosma desertana
- Eucosma desipiens
- Eucosma devittana
- Eucosma diaema
- Eucosma diakonoffi
- Eucosma dianthes
- Eucosma diffusana
- Eucosma digna
- Eucosma dilatana
- Eucosma diogma
- Eucosma directa
- Eucosma discernata
- Eucosma discipula
- Eucosma discretivana
- Eucosma disjectana
- Eucosma distigmana
- Eucosma dodana
- Eucosma doiinthanonensis
- Eucosma dolichosticha
- Eucosma dorsisignatana
- Eucosma dorsisuffusana
- Eucosma drastica
- Eucosma dryocarpa
- Eucosma dryochra
- Eucosma ebenocosma
- Eucosma eburata
- Eucosma elaeochroa
- Eucosma elongata
- Eucosma elutana
- Eucosma emaciatana
- Eucosma engelana
- Eucosma ephedrana
- Eucosma erebantra
- Eucosma ericetana
- Eucosma eridarcha
- Eucosma eridela
- Eucosma esmodes
- Eucosma eumaea
- Eucosma eumilana
- Eucosma euphraticana
- Eucosma euprepes
- Eucosma euryochra
- Eucosma eurypolia
- Eucosma eutechna
- Eucosma evidens
- Eucosma exacerbatricana
- Eucosma excerptionana
- Eucosma exclusoriana
- Eucosma excusabilis
- Eucosma explicatana
- Eucosma exquisitana
- Eucosma externa
- Eucosma exvagana
- Eucosma fandana
- Eucosma favicolor
- Eucosma featmiana
- Eucosma fernaldana
- Eucosma fervidana
- Eucosma fibuligera
- Eucosma fiskeana
- Eucosma flavana
- Eucosma flavispecula
- Eucosma flavocellana
- Eucosma florescens
- Eucosma floridana
- Eucosma fofana
- Eucosma fortunana
- Eucosma franclemonti
- Eucosma fraudabilis
- Eucosma fraudulentana
- Eucosma freyeriana
- Eucosma fritillana
- Eucosma fugitivana
- Eucosma fulminana
- Eucosma fultana
- Eucosma fulvana
- Eucosma funesta
- Eucosma fuscana
- Eucosma fuscicaput
- Eucosma fuscida
- Eucosma fusculana
- Eucosma galactitis
- Eucosma galenapunctana
- Eucosma gemellana
- Eucosma getonia
- Eucosma giarabubensis
- Eucosma giganteana
- Eucosma gilletteana
- Eucosma glandulosana
- Eucosma glebana
- Eucosma glomerana
- Eucosma gloriola
- Eucosma glyphicodes
- Eucosma gomonana
- Eucosma gomphacma
- Eucosma gonzalezalvarezi
- Eucosma gorodkovi
- Eucosma graciliana
- Eucosma gracilis
- Eucosma gracilistria
- Eucosma gradensis
- Eucosma graduatana
- Eucosma grandana
- Eucosma grandiflavana
- Eucosma gratuitana
- Eucosma graziella
- Eucosma griphodes
- Eucosma griseana
- Eucosma griselda
- Eucosma grossbecki
- Eucosma grotiana
- Eucosma guentheri
- Eucosma guttulana
- Eucosma gypsatana
- Eucosma haberhaueri
- Eucosma habrotoma
- Eucosma handana
- Eucosma hapalosarca
- Eucosma hartigi
- Eucosma hasseanthi
- Eucosma hazelana
- Eucosma heathiana
- Eucosma hebescana
- Eucosma heinrichi
- Eucosma heringiana
- Eucosma hesperidana
- Eucosma hipeana
- Eucosma hirsutana
- Eucosma hohana
- Eucosma hohenwarthiana
- Eucosma hohenwartiana
- Eucosma hubneriana
- Eucosma hygroberylla
- Eucosma hyponomeutana
- Eucosma iberica
- Eucosma ibiceana
- Eucosma ignotana
- Eucosma immaculana
- Eucosma impatiens
- Eucosma imposita
- Eucosma impropria
- Eucosma incana
- Eucosma incinerana
- Eucosma inconspicua
- Eucosma indecorana
- Eucosma individiosana
- Eucosma indodatana
- Eucosma infausta
- Eucosma infelix
- Eucosma infessana
- Eucosma infida
- Eucosma infirmana
- Eucosma inquadrana
- Eucosma inscita
- Eucosma insidiosana
- Eucosma insolens
- Eucosma intacta
- Eucosma inteimediana
- Eucosma invicta
- Eucosma involucrata
- Eucosma iographa
- Eucosma ioplintha
- Eucosma ioreas
- Eucosma irroratana
- Eucosma ischnobathra
- Eucosma isospora
- Eucosma jaceana
- Eucosma jansei
- Eucosma jejunana
- Eucosma jerusalemana
- Eucosma joannisiola
- Eucosma johnsonana
- Eucosma juncticiliana
- Eucosma kandana
- Eucosma kemnerana
- Eucosma ketamana
- Eucosma krygeri
- Eucosma kurdistana
- Eucosma kurilensis
- Eucosma lacteana
- Eucosma landana
- Eucosma languentana
- Eucosma larana
- Eucosma lathami
- Eucosma laticurva
- Eucosma latiorana
- Eucosma legitima
- Eucosma lepidana
- Eucosma leptancistra
- Eucosma leptozona
- Eucosma leucatma
- Eucosma leucodesma
- Eucosma leucomalla
- Eucosma leucomesana
- Eucosma leuconephela
- Eucosma leuconota
- Eucosma leucopetra
- Eucosma leucopleura
- Eucosma leucotoma
- Eucosma lignana
- Eucosma lineolana
- Eucosma linnebergiana
- Eucosma lioplintha
- Eucosma lobiferana
- Eucosma lobostola
- Eucosma lochmaea
- Eucosma lolana
- Eucosma longipalpana
- Eucosma louisana
- Eucosma loxaspis
- Eucosma luciana
- Eucosma lugubrana
- Eucosma luridana
- Eucosma lustromarginata
- Eucosma lutrocopa
- Eucosma lyallana
- Eucosma lyrana
- Eucosma maculatana
- Eucosma magnidicana
- Eucosma malacodes
- Eucosma malitiosana
- Eucosma mancipiana
- Eucosma mandana
- Eucosma maritima
- Eucosma marmara
- Eucosma marmarophanes
- Eucosma marocana
- Eucosma matutina
- Eucosma mediostriata
- Eucosma melanocosma
- Eucosma meridaspis
- Eucosma meridospila
- Eucosma messingiana
- Eucosma metagrapta
- Eucosma metagypsa
- Eucosma metamorphica
- Eucosma metana
- Eucosma metaschista
- Eucosma metaspilana
- Eucosma metria
- Eucosma metzneriana
- Eucosma minorata
- Eucosma minutana
- Eucosma mirana
- Eucosma mirificana
- Eucosma mirosignata
- Eucosma mobilensis
- Eucosma mochlophorana
- Eucosma modestana
- Eucosma modicana
- Eucosma mollita
- Eucosma momana
- Eucosma monetulana
- Eucosma monitorana
- Eucosma monitrix
- Eucosma monoensis
- Eucosma monogrammana
- Eucosma monstratana
- Eucosma morrisoni
- Eucosma muguraxana
- Eucosma muliebris
- Eucosma muscosa
- Eucosma nandana
- Eucosma nasuta
- Eucosma nereidopa
- Eucosma nesiotes
- Eucosma nessebarana
- Eucosma neurosticha
- Eucosma nigricans
- Eucosma nigromaculana
- Eucosma niphaspis
- Eucosma nipponica
- Eucosma nitida
- Eucosma nitidulana
- Eucosma nitorana
- Eucosma niveicaput
- Eucosma niveipalpis
- Eucosma noctivola
- Eucosma nolckeniana
- Eucosma notanthes
- Eucosma notialis
- Eucosma numellata
- Eucosma numerosana
- Eucosma nuntia
- Eucosma obfuscana
- Eucosma obscurana
- Eucosma obumbratana
- Eucosma ochraceana
- Eucosma ochreana
- Eucosma ochricostana
- Eucosma ocladias
- Eucosma oculatana
- Eucosma odotatana
- Eucosma okubiensis
- Eucosma ommatoptera
- Eucosma operta
- Eucosma ophionana
- Eucosma opposita
- Eucosma opsia
- Eucosma opsonoma
- Eucosma optimana
- Eucosma opulentana
- Eucosma orphnogenes
- Eucosma orthopeda
- Eucosma osthelderi
- Eucosma ottoniana
- Eucosma pachyneura
- Eucosma paetulana
- Eucosma palabundana
- Eucosma pamirana
- Eucosma pandana
- Eucosma paracremna
- Eucosma paradelta
- Eucosma parvulana
- Eucosma passiva
- Eucosma pauperana
- Eucosma pediasios
- Eucosma pedisignata
- Eucosma pelina
- Eucosma pentagonaspis
- Eucosma peraea
- Eucosma perangistana
- Eucosma perdricana
- Eucosma perfectana
- Eucosma perfixa
- Eucosma pergandeana
- Eucosma pergratana
- Eucosma periculosana
- Eucosma periptycha
- Eucosma perplexa
- Eucosma persiae
- Eucosma persolita
- Eucosma perversa
- Eucosma pervicax
- Eucosma petalonota
- Eucosma pflugiana
- Eucosma phaedropa
- Eucosma phaeochyta
- Eucosma phaeodesma
- Eucosma phaeoloma
- Eucosma phaeoscia
- Eucosma pharangodes
- Eucosma phoenocrossa
- Eucosma phylloscia
- Eucosma pica
- Eucosma picrodella
- Eucosma platanaspis
- Eucosma plumbaginea
- Eucosma pollutana
- Eucosma polymita
- Eucosma polyphaea
- Eucosma polyplega
- Eucosma polyxena
- Eucosma ponderosa
- Eucosma porpota
- Eucosma potamias
- Eucosma praesumptiosa
- Eucosma primulana
- Eucosma pristinana
- Eucosma procellariana
- Eucosma procellosa
- Eucosma projecta
- Eucosma prominens
- Eucosma proximana
- Eucosma prudens
- Eucosma psychrodora
- Eucosma pulveratana
- Eucosma pupillana
- Eucosma purpurissatana
- Eucosma pusillana
- Eucosma pylonitis
- Eucosma pyricolana
- Eucosma pyrrhulana
- Eucosma quinquemaculana
- Eucosma quintana
- Eucosma radiolana
- Eucosma ragonoti
- Eucosma rasdolnyana
- Eucosma recentana
- Eucosma referenda
- Eucosma regionalis
- Eucosma religiosa
- Eucosma rescissoriana
- Eucosma resumptana
- Eucosma rhodophaea
- Eucosma rhymogramma
- Eucosma riciniata
- Eucosma ridingsana
- Eucosma rieseana
- Eucosma rigena
- Eucosma rigidana
- Eucosma rindgei
- Eucosma robinsonana
- Eucosma rosaocellana
- Eucosma roseni
- Eucosma rubescena
- Eucosma rufana
- Eucosma rufescens
- Eucosma russeola
- Eucosma rusticana
- Eucosma saburrana
- Eucosma saerdabana
- Eucosma salaciana
- Eucosma saliciana
- Eucosma salticola
- Eucosma samoana
- Eucosma sandana
- Eucosma sandiego
- Eucosma sandonia
- Eucosma sandycitis
- Eucosma sardiopa
- Eucosma sardoensis
- Eucosma satellitana
- Eucosma saussureana
- Eucosma scenica
- Eucosma scopoliana
- Eucosma scopulosana
- Eucosma scorzonerana
- Eucosma scutana
- Eucosma scutiformis
- Eucosma selenana
- Eucosma semicurva
- Eucosma semirufana
- Eucosma sepulcrana
- Eucosma serapicana
- Eucosma serpentana
- Eucosma shastana
- Eucosma siccescens
- Eucosma sierrae
- Eucosma signatana
- Eucosma significantana
- Eucosma similiana
- Eucosma simplex
- Eucosma sinensis
- Eucosma smithiana
- Eucosma snyderana
- Eucosma sollenis
- Eucosma somalica
- Eucosma sombreana
- Eucosma sonomana
- Eucosma sororiana
- Eucosma sosana
- Eucosma spaldingana
- Eucosma sparactis
- Eucosma sparsana
- Eucosma speculatrix
- Eucosma sperryana
- Eucosma sphalerodes
- Eucosma spicea
- Eucosma spiculifera
- Eucosma spilophora
- Eucosma spodias
- Eucosma steiniana
- Eucosma strenuana
- Eucosma striatiradix
- Eucosma striatulana
- Eucosma striphromita
- Eucosma suadana
- Eucosma subcorticana
- Eucosma subdecora
- Eucosma subflavana
- Eucosma subinvicta
- Eucosma sublucidana
- Eucosma submicans
- Eucosma subnisana
- Eucosma subrigidana
- Eucosma subversana
- Eucosma subvittana
- Eucosma suomiana
- Eucosma superciliosa
- Eucosma sybillana
- Eucosma symbola
- Eucosma symbolaspis
- Eucosma symploca
- Eucosma syntaractis
- Eucosma syrtodes
- Eucosma tagarica
- Eucosma tandana
- Eucosma tantillana
- Eucosma taophanes
- Eucosma tapina
- Eucosma teliferana
- Eucosma temenitis
- Eucosma tenax
- Eucosma tetraplana
- Eucosma thalameuta
- Eucosma thematica
- Eucosma tholera
- Eucosma tholeropis
- Eucosma tocullionana
- Eucosma tonitrualis
- Eucosma tornocosma
- Eucosma tornocycla
- Eucosma torrens
- Eucosma totana
- Eucosma transfixa
- Eucosma translucens
- Eucosma transmutata
- Eucosma trapezitis
- Eucosma tremula
- Eucosma trepida
- Eucosma triangulana
- Eucosma tridentata
- Eucosma trilithopa
- Eucosma trimaculata
- Eucosma trimarginata
- Eucosma trinacriana
- Eucosma tripartitana
- Eucosma tripoliana
- Eucosma trochilana
- Eucosma tryonana
- Eucosma tumulata
- Eucosma tundrana
- Eucosma umbraculana
- Eucosma umbratana
- Eucosma urbana
- Eucosma urnigera
- Eucosma ursulana
- Eucosma ussuriana
- Eucosma ustulatana
- Eucosma uta
- Eucosma vagana
- Eucosma walsinghami
- Eucosma vancouverana
- Eucosma wandana
- Eucosma varia
- Eucosma variana
- Eucosma watertonana
- Eucosma verecundana
- Eucosma verna
- Eucosma veternana
- Eucosma vetusta
- Eucosma victoriana
- Eucosma wimmerana
- Eucosma vittata
- Eucosma vittigera
- Eucosma worthingtoniana
- Eucosma vulpecularis
- Eucosma xenarcha
- Eucosma xerophloea
- Eucosma yasudai
- Eucosma zelota